# Habitación de Arizona
Una habitación Arizona es una habitación recreativa semiexterior que se encuentra con frecuencia en los hogares de Arizona, basada en conceptos similares a los de la habitación de Florida. La habitación es a menudo un patio que se ha cubierto y protegido, lo que crea una sensación de exterior al mismo tiempo que evita el calor excesivo y mantiene alejados a los insectos y los animales. La habitación generalmente limita con el patio trasero de la casa y, a menudo, se accede directamente desde la sala de estar, la cocina u otra sala común de la casa.
Según un sitio web del periódico The Arizona Republic de Phoenix, los residentes dormían en su habitación de Arizona durante los meses de verano, antes de la llegada del aire acondicionado, porque el flujo de aire fresco de la noche los hacía más cómodos que en una habitación cerrada.
Las habitaciones de Arizona a menudo están decoradas con decoración y muebles del suroeste, y reflejan el estilo casual e informal característico del suroeste.